# Demetrios N. Christodoulides
Demetrios N. Christodoulides (* 1958) ist ein US-amerikanischer Physiker, der sich mit Quantenelektronik und nichtlinearer Optik befasst.
Christodoulides wurde 1986 an der Johns Hopkins University promoviert und war dann bei den Bell Laboratories (Bellcore) in Murray Hill. 1988 bis 2002 lehrte er an der Lehigh University und am College of Optics and Photonics (CREOL) der University of Central Florida. Er ist dort Distinguished Research Professor.
Er forscht über lineare und nichtlineare Wechselwirkung optischer Strahlen in Medien, nichtbeugende Bessel-Strahlen und Airy-Strahlen, synthetische optische Materialien, optische Solitonen (auch in teilkohärenten Wellen) und Quantenelektronik. Unter anderem untersuchte er Verschränkung und Anderson-Lokalisierung in photonischen Gittern.
2011 erhielt er den R. W. Wood Prize. Er ist Fellow der Optical Society of America, die ihm 2018 ihren Max Born Award verlieh, und der American Physical Society, die ihm für 2023 den Arthur-L.-Schawlow-Preis für Laserphysik zusprach.

## Schriften
- mit Mordechai Segev Incoherent solitons. Self-trapping of weakly correlated wave packets, Optics and Photonics News, Februar 2002
- mit Georgios Sivologlou: Accelerating finite energy Airy beams, Optics Letters, Band 32, 2007, S. 979
- mit Ioannis Chremmos, Zhigang Chen, Nikolaos K. Efremidis: Bessel-like optical beams with arbitrary trajectories, Optics Letters, Band 37, 2012, 5003
- mit Yi Hu, G. A. Siviloglou, Peng Zhang, Zhigang Chen: Self-accelerating Airy beams: generation, control, and applications, in Z. Chen, Ro. Morandotti (Hrsg.) Nonlinear photonics and novel optical phenomena, Springer 2012
- mit G. Di Giuseppe, L. Martin, A. Perez-Leija, R. Keil, F. Dreisow, S. Nolte, A. Szameit, A. F. Abouraddy, B. E. A. Saleh: Einstein-Podolsky-Rosen Spatial Entanglement in Ordered and Anderson Photonic Lattices, Physical Review Letters, Band 110, 2013, S. 150503